# Hypsoprora expansa
Hypsoprora expansa är en insektsart som beskrevs av Albino Morimasa Sakakibara 1978. Hypsoprora expansa ingår i släktet Hypsoprora och familjen hornstritar. Inga underarter finns listade i Catalogue of Life.